# HD 17958
HD 17958，又名BD+63 369，SAO 12519、HR 861，是一颗恒星，视星等为6.24，位于銀經135.96，銀緯4.67，其B1900.0坐标为赤經2h 48m 9.2s，赤緯+63° 4.67′ 33″。